# Constant Blaquière
 (mars 2009).
Si vous disposez d'ouvrages ou d'articles de référence ou si vous connaissez des sites web de qualité traitant du thème abordé ici, merci de compléter l'article en donnant les références utiles à sa vérifiabilité et en les liant à la section « Notes et références ».
Pour les articles homonymes, voir Blaquière.

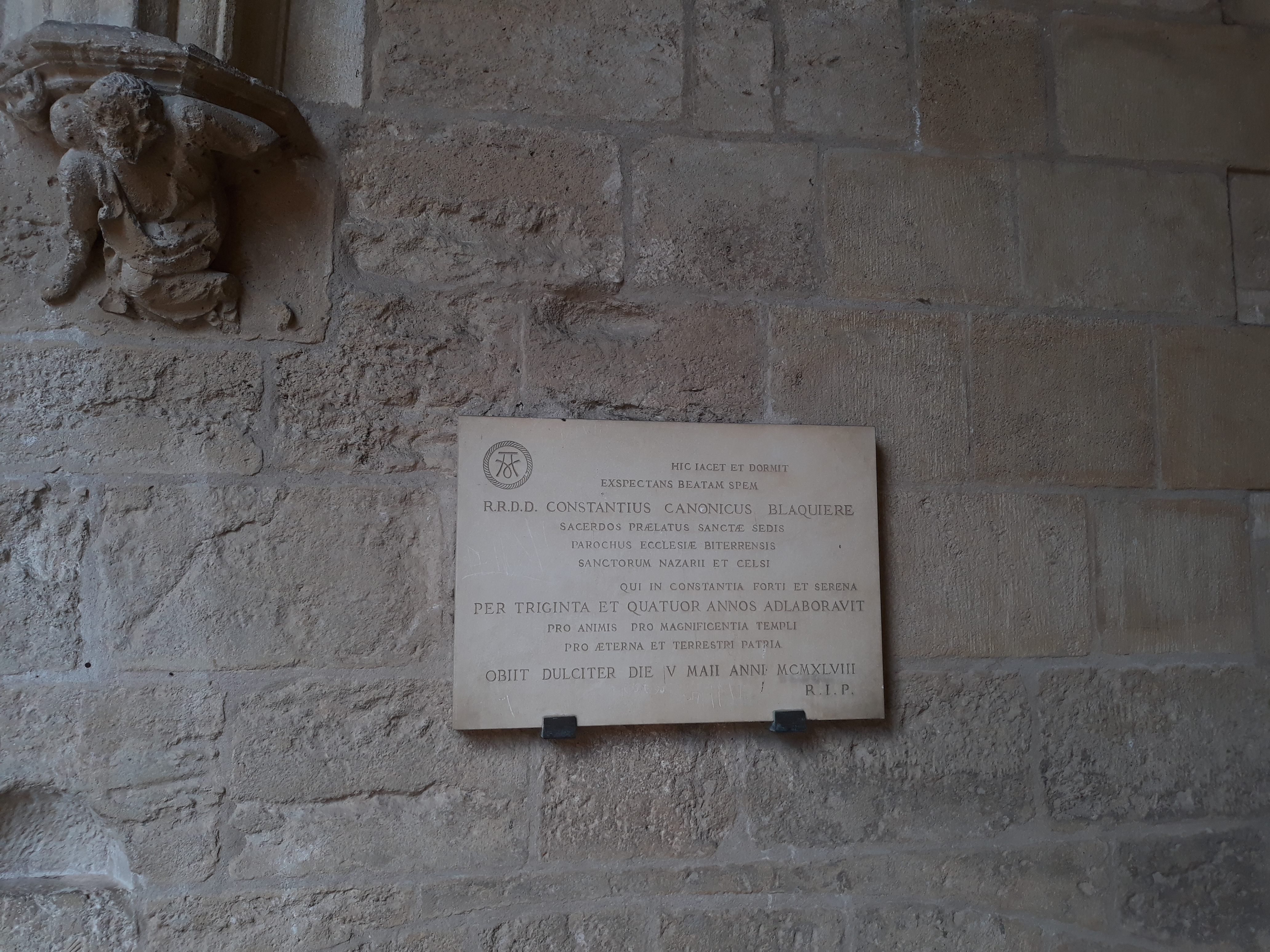
Sépulture de Constant Blaquière en la cathédrale Saint-Nazaire de Béziers.

L'abbé Constant Blaquière, né le 18 octobre 1864 à Montpeyroux et mort le 5 mai 1948 à Béziers est un historien local et poète français, qui fut une grande figure de la ville de Béziers.

## Biographie
Constant Blaquière naît à Montpeyroux-La Meillade le 18 octobre 1864. Il est ordonné prêtre diocésain le 31 mai 1890.
Il est successivement :
- Vicaire à Saint-Pierre-de-Sète
- Curé à Vailhan, Saint-Pons-de-Mauchiens, Alignan-du-vent, Saint-André-de-Sangonis, et Lunel
- Membre de l'Athénée des troubadours
- Archiprêtre de Saint-Nazaire de Béziers (à partir de 1914 jusqu'à sa mort)

Vers la fin de sa vie, il est nommé Prélat da Sa Sainteté et on l'appelle alors Monseigneur. Il meurt à Béziers le 5 mai 1948.

## Décorations
- Chevalier de la Légion d'honneur (30 juillet 1935)[1]
- Officier de l'Instruction publique

## Publications
- La Vie de notre Seigneur Jésus-Christ en 14 conférences. (1894);
- Histoire de Mougères sous forme de neuvaine. (1897);
- Histoire de Saint-Pons-de-Mauchiens. (1899);
- Enfants et fleurs. (Poésie) (1900);
- Histoire des sanctuaires dédiés à la Vierge dans le diocèse de Montpellier. (1906);
- Histoire des Évêques de Lodève ; Plantavit de La Pause. (1910);
- Les Églises d'Alignan-du-vent (1911);
- Histoire de l'ancien diocèse de Lodève (XVIIe-XVIIIe siècle) d'après les visites pastorales. (1913);
- Histoire des Filles de la Charité à Béziers 1692-1920. (1920);
- Sur le seuil d'un monde nouveau. (1920);
- Cathédrale Saint-Nazaire de Béziers. Guide historique (1923), 2nde édition (1933);
- Nos Madones. Diocèse de Montpellier. (1935);
- Histoire de Notre-Dame du dimanche de Saint-Bauzille de la Sylve. (1937) (3e éd. 1941, 4e éd. 1943, 5e éd. 1950);
- Au pays des pierres, Notes sur l'histoire de Montpeyroux. (1939).

## Sources
1. ↑  « Recherche - Base de données Léonore », sur www.leonore.archives-nationales.culture.gouv.fr (consulté le 20 décembre 2024)

- Dictionnaire de biographie heraultaise par Pierre Clerc.